# 董倩
董倩（1971年8月16日—），北京人，毕业于北京大学，中国中央电视台主持人。

## 生平
1995年，董倩在北京大学历史系毕业，随后在中国中央电视台《焦点访谈》擔任編輯工作。1997年，董倩担任《东方之子》节目的记者。2001年担任《新闻调查》的记者。2003年，董倩担任《央视论坛》、《董倩面对面》、《新闻1+1》的主持人。並例行性進行神五、神六等火箭发射直播，两会报道主持，2008年擔任突發性汶川地震直播。

## 奖项
2001年，荣获金话筒奖。